# لوره
لوره هو فيلم من نوع مقتبس ‏ وحربي ودراما أُصدر في 9 يونيو 2012. الفيلم من إخراج كيت شورتلاند، أما السيناريو فكان من كتابة كيت شورتلاند وRachel Seiffert ‏. الفيلم مقتبسٌ من The Dark Room (Seiffert novel) ‏ من تأليف Rachel Seiffert ‏.

## القصة
تقع أحداث الفيلم في ألمانيا. وقصة الفيلم الرئيسية حول الحرب العالمية الثانية والهولوكوست.

## طاقم التمثيل
- كلوديا غايسلر  [لغات أخرى]‏
- Hanne Wolharn [الإنجليزية]‏
- Ursina Lardi [الإنجليزية]‏
- Fabian Stumm [الإنجليزية]‏
- هانس يوخن فاغنر  [لغات أخرى]‏
- Jan Peter Heyne  [لغات أخرى]‏
- ساسكيا روزيندهل
- Lucas Reiber [الإنجليزية]‏
- Sven Pippig [الإنجليزية]‏
- بيتر كاي مالينا  [لغات أخرى]‏
- بيرت شونيك  [لغات أخرى]‏
- نيل تريبس  [لغات أخرى]‏
- حفره بوكوفسكي  [لغات أخرى]‏
- ايفا ماريا هاجن
- Antonia Cäcilia Holfelder  [لغات أخرى]‏
- فيليب ويجراتز
- فرانشيسكا تراوب

## الإنتاج
موسيقى الفيلم التصويرية كانت من تأليف ماكس ريختر.

## وصلات خارجية
- لوره على موقع IMDb (الإنجليزية)
- لوره على موقع ميتاكريتيك (الإنجليزية)
- لوره على موقع روتن توميتوز (الإنجليزية)
- لوره على موقع نتفليكس (الإنجليزية)
- لوره على موقع قاعدة بيانات الأفلام العربية
- لوره على موقع ألو سيني (الفرنسية)
- لوره على موقع Turner Classic Movies (الإنجليزية)
- لوره على موقع أول موفي (الإنجليزية)
- لوره على موقع بوكس أوفيس موجو (الإنجليزية)
- لوره على موقع فيلمافينيتي (الإسبانية)